# Comandante (nautica)

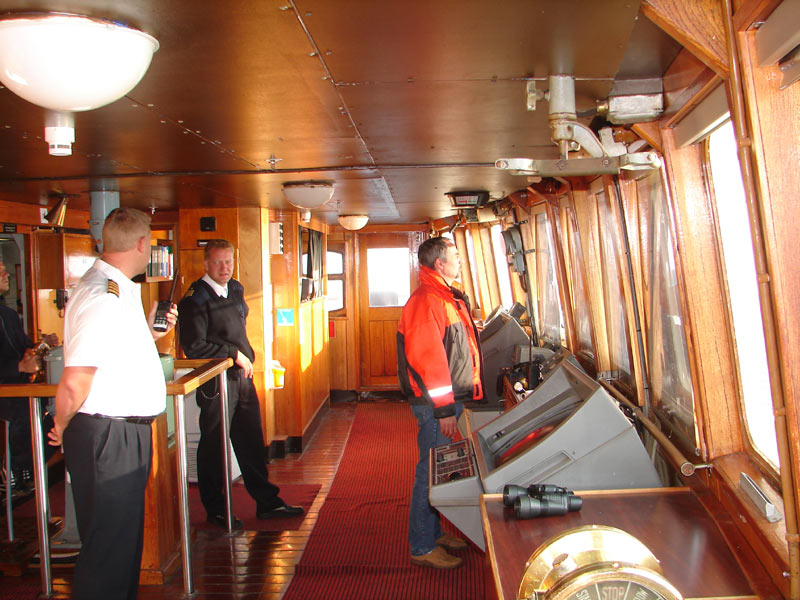
Comandante al lavoro col pilota, il primo ufficiale di coperta ed il timoniere durante le fasi della manovra di arrivo in porto della nave Kristina Regina.

Nella marina mercantile, quella di comandante di nave è la posizione/funzione apicale di bordo, una qualifica professionale, il più alto grado della ufficiale gerarchia di bordo come previsto e certificato dal Codice della navigazione e dalla normativa internazionale di cui alla convenzione IMO - STCW, sez. A - regola II/2 attualmente in vigore; molto più esplicitamente, è il comandante generale di tutte le attività riguardanti la nave, l'equipaggio, i passeggeri e la navigazione.
Anche la normativa IAMSAR, in materia di ricerca e salvataggio, include la figura del captain ovvero comandante quale grado/funzione e qualifica apicale al comando di un'unità navale o di un aeromobile. Il titolo, il grado, la qualifica di Comandante di Nave in Italia, come in ogni altro paese del mondo, è tutelato dalla legge, pertanto non è ammesso fregiarsi di tale grado/titolo/qualifica senza possedere i previsti ed indispensabili requisiti e prima di aver assunto, di fatto, l'effettivo comando di una nave.

## Descrizione
Il comandante ricopre l'incarico più elevato tra gli ufficiali nella gerarchia di bordo delle navi mercantili, ovvero civili, ed inoltre, in forza dell'art. 186 CdN, è l'unica autorità di bordo.
Quale soggetto apicale di una gerarchia interna costituita a norma di legge, il comandante, nell'espletamento del suo mandato, non ha superiori gerarchici diretti, ma soggiace solamente alla legge posta a disciplina dell'attività della nave.
Il Comandante di Nave, nell'atipicità della propria complessa, particolare e singolare funzione, risulta essere l'unica figura giuridica che a norma di legge rappresenta tutti i soggetti che hanno interesse sulla nave e su quanto la nave trasporta se pur, di fatto, risultano in contrasto tra di loro.
In ordine di successione è seguito dal comandante in seconda a bordo delle navi da passeggeri di oltre 20 000 GT, o dal primo ufficiale di coperta a bordo di tutte le altre navi, in ordine gerarchico a bordo di tutte le navi della marina mercantile è seguito dal Direttore di macchina e Direttore di macchina in seconda (ove previsto).

## La deontologia
Il comandante, nel rispetto delle norme di etica professionale e di comportamento che disciplinano l'esercizio della delicata apicale professione, ovvero nel rispetto delle regole che rappresentano l'insieme dei doveri e degli obblighi del "Comandante a capo della spedizione marittima" e di quanto previsto relativamente ai legami con la legge, ai rapporti con le autorità ed agli obblighi che lo legano a quanti con lui a bordo ed ai vari operatori e soggetti del settore, aventi contatti diretti ed indiretti con la nave,
per l’assunzione del comando, deve soddisfare e dare ottemperanza all'obbligo relativo all'atto deontologico più importante riguardante la professione di comandante di nave, atto solenne, ufficiale ed ineludibile che è costituito dalla pubblica ed ufficiale prestazione di Giuramento di fedeltà alla Repubblica Italiana ed al suo Capo.

## Italia
In Italia, le attività funzionali del comandante sono regolamentate dal Codice della navigazione. 
A bordo, con nave in corso di navigazione, quale "Capo della spedizione", ovvero quale "Capo della comunità viaggiante", il comandante assume funzioni di ufficiale di stato civile, di ufficiale di polizia giudiziaria, di tutore a bordo della pubblica sicurezza e di capo e responsabile della polizia di bordo. In qualità di ufficiale di stato civile, quando a bordo e con nave in corso di navigazione, può redigere alcuni importanti atti di stato civile quali: l'atto di nascita, l'atto di morte e l'atto di scomparizione in mare. Sempre a bordo in corso di navigazione, può ricevere un testamento ed in presenza di imminente pericolo di perdita della vita può celebrare il matrimonio. Possono assumere il comando di una nave ed operare nella funzione di comandante coloro i quali siano in possesso dei particolari requisiti, dei titoli richiesti e delle certificazioni previste dall'attuale normativa nazionale ed internazionale disciplinanti l'attività marittima.

### Comandante Superiore
I comandanti appartenuti ai Ruoli del personale di stato maggiore in Regolamento Organico delle compagnie di navigazione Italia e Lloyd Triestino della Flotta Italiana di Linea del Gruppo Finmare, aventi al loro attivo, ventisei anni di anzianità di servizio nei Ruoli di cui sopra e ventiquattro mesi di effettivo comando su navi di oltre 28 000 tonnellate di stazza lorda, con velocità di oltre 20 miglia all'ora, impiegate in servizi transoceanici di linea, acquisivano il diritto a potersi fregiare con il titolo onorifico di comandante superiore.
Per il comandante con titolo onorifico di comandante superiore, i galloni di grado, i guarnimenti del berretto, quali il soggolo ed il fregio sulla visiera, per coloro che ancora godono del diritto a potersene fregiare, saranno foggiati e confezionati secondo le regole e le tradizioni già in uso per i comandanti delle navi appartenenti e/o appartenute alla "Flotta italiana di linea" del Gruppo Finmare, in possesso dei requisiti previsti per potersi fregiare di tale alto titolo onorifico.
Il comandante con il titolo onorifico di comandante superiore porterà galloni di grado diversi da quelli delle immagini di cui alla presente pagina, mantenendo il diritto a potersene fregiare in ogni caso e su qualunque nave egli dovesse imbarcare con il grado di comandante.

### Storia
Nella storia della Marina Mercantile Italiana sono esistiti i "titoli professionali marittimi" di "capitano di lungo corso", "capitano superiore di lungo corso", "capitano di macchina" e "capitano superiore di macchina".
In riferimento a quanto disciplinato dal Codice della navigazione, dopo il diploma all'Istituto nautico, i possessori dei titoli ad indirizzo "capitano di lungo corso" potevano assumere il comando di navi di qualunque tipo e di qualunque tonnellaggio e per qualunque destinazione senza nessuna limitazione, così come i possessori dei titoli di "capitano di macchina" potevano assumere la direzione di macchina su navi di qualunque tipo, di qualunque tonnellaggio e con impianti per la propulsione e per la produzione di energia elettrica senza nessuna limitazione di potenza.
La denominazione di "capitano" per questi titoli professionali marittimi è stata aggiornata prima con il decreto ministeriale 5 ottobre 2000 e successivamente dal decreto ministeriale del 30 novembre 2007 (e sue successive modificazioni) che ha istituito i Certificati di competenza da Primo ufficiale di coperta e Primo ufficiale di macchina.

#### DM 5 ottobre 2000
Con il decreto ministeriale 5 ottobre 2000, per la sezione di coperta i titoli di "capitano superiore di lungo corso" e di "capitano di lungo corso" previsti rispettivamente dall'articolo 249 e dall'articolo 248 del regolamento sulla navigazione marittima venivano sostituiti dal Certificato di Competenza da comandante, per i "capitani superiori di lungo corso" e a determinate condizioni per i "capitani di lungo corso", mentre per la sezione macchina i titoli di "capitano di macchina" e di "capitano superiore di macchina" venivano sostituiti dal Certificato di competenza da Direttore di macchina. 
Con lo stesso decreto venivano istituiti per la sezione di coperta i certificati di competenza da  comandante di 2ª classe, che sostituiva i precedenti titoli di "aspirante capitano di lungo corso" (che era previsto dall'articolo 250 del regolamento sulla navigazione marittima) e di "padrone marittimo di 1ª e 2ª classe e di "marinaio autorizzato al traffico" (titoli che erano previsti dall'articolo 253 del citato regolamento), mentre furono di nuova istituzione i certificati di competenza da comandante di 3ª classe e comandante di 4ª classe e quelli di ufficiale di navigazione e ufficiale di navigazione di 2ª e 3ª classe.
Per la sezione di macchina venivano istituiti i certificati di competenza da "direttore di macchina di 2ª classe", che sostituiva i precedenti titoli di "aspirante capitano di macchina" e di "meccanico navale di 1ª classe specializzato", mentre il titolo di "meccanico navale di 2ª classe" veniva sostituito dal certificato di competenza di ufficiale di macchina.

##### Capitano
L'articolo 4 del DM 5 ottobre 2000 stabiliva i requisiti per conseguire il titolo di "capitano" e le relative mansioni. Chi era in possesso del titolo di "capitano" poteva imbarcare in qualità di primo ufficiale di coperta a bordo di navi senza limitazioni riguardo alle caratteristiche e alla destinazione della nave.
Per conseguire il certificato di capitano occorrevano i seguenti requisiti:
- essere in possesso del certificato di abilitazione di "ufficiale di navigazione";
- avere completato, con esito favorevole, un programma di addestramento sui compiti e mansioni dei primi ufficiali e comandanti, di cui alla sezione A-II/2 del codice STCW, al livello direttivo, comprensivo di un periodo di navigazione di almeno dodici mesi in qualità di ufficiale responsabile di una guardia di navigazione a bordo di navi di stazza lorda pari o superiore a 500 tonnellate;
- aver sostenuto, con esito favorevole, al termine del periodo di addestramento, un esame teorico-pratico, atto a dimostrare il possesso delle conoscenze e capacità di eseguire i compiti e le mansioni dei primi ufficiali e dei comandanti, conforme alla sezione A-II/2 del codice STCW, che stabilisce i requisiti minimi obbligatori per la certificazione dei comandanti e dei primi ufficiali su navi di stazza lorda uguali o maggiori di 500 tonnellate.

##### Capitano di 2ª classe
L'articolo 5 del DM 5 ottobre 2000 stabiliva i requisiti per conseguire il titolo di "capitano di 2ª classe" e le relative mansioni. Chi era in possesso del titolo di "capitano di 2ª classe" poteva imbarcare in qualità di primo ufficiale di coperta a bordo di navi aventi stazza lorda compresa tra 500 e 3000 tonnellate senza limitazioni riguardo alla destinazione della nave.
Per conseguire il certificato di capitano occorrevano i seguenti requisiti:
- essere in possesso del certificato di abilitazione di "ufficiale di navigazione";
- avere completato, con esito favorevole, un programma di addestramento sui compiti e mansioni dei primi ufficiali e comandanti, di cui alla sezione A-II/2 del codice STCW, al livello direttivo;
- aver sostenuto, con esito favorevole, al termine del periodo di addestramento, un esame teorico-pratico, atto a dimostrare il possesso delle conoscenze e capacità di eseguire i compiti e le mansioni dei primi ufficiali e comandanti di navi di stazza lorda compresa tra 500 e 3000, conforme alla sezione A-II/2 del codice STCW, che stabilisce i requisiti minimi obbligatori per la certificazione dei comandanti e dei primi ufficiali su navi di stazza lorda uguali o maggiori di 500 tonnellate.

#### DM 30 novembre 2007
Con il decreto ministeriale 30 novembre 2007 il titolo di comandante veniva esteso anche al comandante di 2ª, 3ª e 4ª classe mentre i titoli di "capitano" e "capitano di 2ª classe" venivano sostituiti dal titolo di primo ufficiale e vennero unificati i titoli di ufficiale di navigazione.
Con la nuova normativa il "capitano" diventava equipollente al "primo ufficiale di coperta" su navi di stazza lorda pari o superiore a 3000 GT e il "capitano di 2ª classe" equipollente al "primo ufficiale di coperta" su navi di stazza lorda compresa tra 500 e 3000 tonnellate di stazza lorda, mentre l'ufficiale di navigazione di 3ª classe è diventato equipollente a ufficiale di navigazione su navi che compiono viaggi costieri. Per quanto riguarda l'equipollenza dei titoli di comandante, il titolo di comandante di 2ª classe è diventato equipollente al titolo di comandante su navi di stazza lorda compresa tra 500 e 3000 tonnellate di stazza lorda, quello di comandante di 3ª classe al titolo di comandante su navi che compiono viaggi costieri su navi di stazza lorda fino a 2000 tonnellate di stazza lorda e il comandante di 4ª classe equipollente al titolo di comandante su navi che compiono viaggi costieri su navi fino a 500 tonnellate di stazza lorda.
Per la sezione di macchina il titolo di "direttore di macchina" veniva esteso anche al precedente titolo di "direttore di macchina di 2ª classe", che veniva abolito e agli ufficiali di macchina ex "meccanici navali di 2ª classe specializzati" e veniva istituito il titolo di primo ufficiale di macchina.

### Nautica da diporto

#### Sezione di coperta
Il capitano del diporto può essere imbarcato su navi da diporto anche adibite al noleggio senza limiti come primo ufficiale di coperta, ovvero può essere imbarcato come comandante su navi da diporto anche adibite al noleggio inferiori a 500 GT. 
Per conseguire il certificato di capitano del diporto occorrono i seguenti requisiti: 
- essere in possesso del certificato di ufficiale di navigazione del diporto;
- aver effettuato 24 mesi di navigazione su navi da diporto adibite al noleggio o ad uso privato di cui 12 mesi effettuati con navigazione internazionale breve, vistata dall'autorità marittima o consolare, con il titolo immediatamente inferiore;
- aver effettuato, con esito favorevole, il corso antincendio avanzato presso istituti, enti o società riconosciuti idonei dall'Ministero delle infrastrutture e dei trasporti e il corso primo soccorso (First Aid) secondo le disposizioni e i programmi stabiliti dal Ministero della salute;
- aver sostenuto, con esito favorevole, un esame teorico-pratico atto a dimostrare il possesso delle conoscenze e capacità di eseguire i compiti e le mansioni del comandante e primo ufficiale di coperta di cui all'articolo 4 del decreto del Ministro dei trasporti e della navigazione 5 ottobre 2000 e successive modificazioni;
- qualora la nave da diporto sia equipaggiata con sistema radar ad elaborazione automatica dei dati (ARPA) il capitano del diporto dovrà essere in possesso del certificato di superamento del corso sull'utilizzo del radar ad elaborazione automatica dei dati (ARPA).

##### Specializzazione vela
Per lo svolgimento della professione a bordo di unità dotate di propulsione velica è istituita la "specializzazione vela" della sezione coperta, che si consegue con il superamento di un esame teorico-pratico ed è annotata sul libretto di navigazione.
La prova teorica è svolta in base ai programmi stabiliti con decreto del Ministero delle infrastrutture e dei trasporti.
La prova pratica di navigazione a vela si svolge innanzi alla commissione d'esame integrata da un istruttore velico designato dalla Federazione Italiana Vela (FIV) o dalla Lega Navale Italiana (LNI).

#### Sezione di macchina
Il capitano di macchina del diporto può essere imbarcato in qualità di primo ufficiale di macchina su navi da diporto anche adibite al noleggio ovvero può essere imbarcato in qualità di direttore di macchina su navi da diporto anche adibite al noleggio aventi un apparato motore principale con potenza di propulsione inferiore a 3000 kW.
Per conseguire il certificato di capitano di macchina del diporto occorrono i seguenti requisiti: 
- essere in possesso del certificato di ufficiale di macchina del diporto;
- aver effettuato un periodo di navigazione di 24 mesi su navi da diporto anche adibite al noleggio con il titolo immediatamente inferiore;
- avere effettuato, con esito favorevole, il corso antincendio avanzato presso istituti, enti o società riconosciuti idonei dal Ministero delle infrastrutture e dei trasporti ed il corso di primo soccorso (First Aid) secondo le disposizioni e i programmi stabiliti dal Ministero della salute;
- aver sostenuto, con esito favorevole, dopo il completamento del predetto addestramento, un esame teorico-pratico atto a dimostrare il possesso delle conoscenze e capacità di eseguire i compiti e le mansioni di direttore di macchina e di primo macchinista di cui all'articolo 12 del decreto del Ministro dei trasporti e della navigazione 5 ottobre 2000 e successive modificazioni.

### Certificazioni e qualifiche previste ed imposte dalla normativa IMO - STCW
La qualifica di comandante è stata istituita nella Marina Mercantile Italiana con il decreto ministeriale del 5 ottobre 2000 essa ha sostituito il titolo di capitano di lungo corso. Per i più esperti ed anziani comandanti, non esiste più il riconoscimento dell’anzianità di servizio, quella che un tempo veniva ufficialmente riconosciuta con il rilascio del titolo di capitano superiore di lungo corso. Con lo stesso decreto i titoli di aspirante capitano di lungo corso, di padrone marittimo di 1ª e 2ª classe al traffico al traffico e di marinaio autorizzato al traffico, venivano sostituiti dal titolo di Comandante di 2ª classe e venivano istituiti i titoli di Comandante di 3ª classe e 4ª classe.
L'articolo 6 del D.M. 5 ottobre 2000 stabiliva i requisiti per il conseguimento del titolo di comandante e le relative abilitazioni. Il possessore della qualifica di comandante, in base a quanto prevede la normativa internazionale di cui alla IMO STCW, può assumere il comando di navi senza limiti di tonnellaggio e senza limiti per la navigazione (c.d. lungo corso). Trattasi di un "Unrestricted oceangoing shipmaster certificate".
Per conseguire il certificato di comandante occorrevano i seguenti requisiti:
- essere in possesso del certificato di abilitazione di "capitano";
- avere effettuato almeno dodici mesi di navigazione in qualità di primo ufficiale di coperta in virtù del possesso del certificato di abilitazione di "capitano", ovvero essere in possesso del certificato di abilitazione di "ufficiale di navigazione";
- avere completato, con esito favorevole, un programma di addestramento sui compiti e mansioni dei primi ufficiali e comandanti, addestramento sui compiti e mansioni dei primi ufficiali e comandanti di navi di stazza lorda compresa tra 500 e 3000 tonnellate, di cui alla sezione A-II/2 del codice STCW, circa i requisiti minimi obbligatori per la certificazione dei comandanti e dei primi ufficiali su navi di stazza lorda uguale o superiori a 500 tonnellate, comprensivo di un periodo di navigazione di almeno trentasei mesi in qualità di ufficiale responsabile di una guardia di navigazione a bordo di navi di stazza lorda pari o superiore a 500 tonnellate;
- aver sostenuto, con esito favorevole, al termine del periodo di addestramento, un esame teorico-pratico, atto a dimostrare il possesso delle conoscenze e capacità di eseguire i compiti e le mansioni dei primi ufficiali e comandanti di navi di stazza lorda compresa tra 500 e 3000 tonnellate, di cui alla sezione A-II/2 del codice STCW, al livello direttivo.

L'articolo 7 del D.M. 5 ottobre 2000 stabiliva i requisiti per il conseguimento del titolo di Comandante di 2ª classe e le relative mansioni.
Il comandante di 2ª classe poteva assumere il comando di navi aventi stazza lorda compresa tra 500 e 3000 tonnellate senza limitazioni riguardo alla destinazione della nave.
Per conseguire il certificato di comandante di 2ª classe occorrevano i seguenti requisiti:
- essere in possesso del certificato di abilitazione di "capitano di seconda classe";
- avere effettuato almeno dodici mesi di navigazione in qualità di primo ufficiale di coperta in virtù del possesso del certificato di abilitazione di "capitano di seconda classe", ovvero essere in possesso del certificato di abilitazione di "Ufficiale di navigazione";
- avere completato, con esito favorevole, un programma di addestramento sui compiti e mansioni dei primi ufficiali e comandanti di navi di stazza lorda compresa tra 500 e 3000 tonnellate, di cui alla sezione A-II/2 del codice STCW, riguardanti i requisiti minimi obbligatori per la certificazione dei comandanti e dei primi ufficiali su navi di stazza lorda uguali o maggiori di 500 tonnellate, comprensivo di un periodo di navigazione di almeno trentasei mesi in qualità di ufficiale responsabile di una guardia di navigazione a bordo di navi di stazza lorda pari o superiore a 500 tonnellate;
- aver sostenuto, con esito favorevole, al termine del periodo di addestramento, un esame teorico-pratico, atto a dimostrare il possesso delle conoscenze e capacità di eseguire i compiti e le mansioni dei primi ufficiali e comandanti di navi di stazza lorda compresa tra 500 e 3000 tonnellate, di cui alla sezione A-II/2 del codice STCW, al livello direttivo.

Il decreto ministeriale 5 ottobre 2000 istituiva anche i titoli professionali marittimi di Comandante di 3ª e 4ª classe.
L'articolo 8 del D.M. 5 ottobre 2000 stabiliva i requisiti per il conseguimento del titolo di Comandante di 3ª classe e le relative mansioni.
Il comandante di 3ª classe poteva assumere il comando di navi aventi stazza lorda inferiore a 500 tonnellate senza limitazioni riguardo alla destinazione della nave. Per conseguire il certificato di comandante di 3ª classe occorreva essere in possesso dei requisiti previsti all'articolo 7 del decreto D.M. 5 ottobre 2000  per il conseguimento del certificato di comandante di 2ª classe.
L'articolo 9 del D.M. 5 ottobre 2000 stabiliva i requisiti per il conseguimento del titolo di comandante di 4ª classe e le relative mansioni.
Il comandante di 4ª classe poteva assumere il comando di navi aventi stazza lorda inferiore a 500 tonnellate che effettuavano navigazione costiera.
Per conseguire il certificato di comandante di 4ª classe occorrevano i seguenti requisiti:
- avere compiuto 20 anni di età;
- essere in possesso del certificato di abilitazione di "ufficiale di navigazione di terza classe";
- avere effettuato almeno dodici mesi di navigazione in qualità di ufficiale di coperta, in virtù del possesso del certificato di "ufficiale di navigazione di terza classe".

Con il decreto ministeriale 30 novembre 2007 il titolo di comandante veniva esteso anche al comandante di 2ª, 3ª e 4ª classe.
Il titolo di comandante, secondo l'articolo 6 del decreto ministeriale 5 ottobre 2000, veniva convertito in Comandante su navi di stazza lorda pari o superiore a 3000 tonnellate se in possesso dei requisiti in esso contenuti tranne il requisito del possesso del certificato di abilitazione di "ufficiale di navigazione".
Il titolo di comandante di 2ª classe, secondo l'articolo 7 del decreto ministeriale 5 ottobre 2000, veniva convertito in Comandante su navi di stazza lorda compresa tra 500 e 3000 tonnellate se in possesso dei requisiti in esso contenuti tranne il requisito del possesso del certificato di abilitazione di "ufficiale di navigazione".
Il titolo di comandante di 3ª classe, secondo l'articolo 8 del decreto ministeriale 5 ottobre 2000 veniva convertito in comandante su navi che compiono viaggi costieri se in possesso dei requisiti in esso contenuti tranne il requisito del possesso del certificato di abilitazione di "ufficiale di navigazione", previsto dall'articolo 7 del D.M. 5 ottobre 2000.
Il titolo di comandante di 4ª classe, secondo l'articolo 9 del decreto ministeriale 5 ottobre 2000 veniva convertito in comandante su navi che compiono viaggi costieri se in possesso dei requisiti in esso contenuti tranne il requisito del possesso del certificato di abilitazione di "ufficiale di navigazione", previsto dall'articolo 7 del D.M. 5 ottobre 2000.

### Certificazioni abilitanti al comando, livelli e competenze di cui alla vigente IMO-STCW

#### Comandante su navi di stazza pari o superiore a 3000 GT
Il comandante assume il comando di navi aventi una stazza pari o superiore a 3000 GT.

Distintivo per comandante di navi della Marina mercantile italiana aventi stazza lorda pari o superiore a 20000 GT. Porterà berretto con visiera di velluto ornata con foglie di alloro o quercia e soggolo cordone recante tre fanalini per lato.

Per conseguire il certificato di competenza da comandante su navi di stazza pari o superiore a 3000 GT occorrono i seguenti requisiti:
- essere in possesso del certificato di abilitazione di primo ufficiale di coperta su navi di stazza pari o superiore a 3000 GT;
- essere in possesso di un diploma di scuola secondaria di II ciclo dell'istituto tecnico indirizzo trasporti e logistica opzioni conduzione del mezzo navale, che fornisce le conoscenze di cui alla sezione A-II/1 del codice STCW, riconosciuto dal Ministero delle infrastrutture e dei trasporti;
- in alternativa al requisito di cui al punto precedente, essere in possesso di un titolo di studio conclusivo di un percorso di secondo ciclo, integrato dal previsto percorso formativo per l'acquisizione delle competenze specifiche di coperta di cui alla sezione A-II/1 del codice STCW;
- aver effettuato 36 mesi di navigazione in qualità di ufficiale di coperta responsabile di una guardia in navigazione su navi di stazza pari o superiore a 3000 GT, soggette alle disposizioni della Convenzione STCW, risultanti dal libretto di navigazione. Il periodo di navigazione è ridotto a trenta mesi, nel caso in cui dodici mesi di navigazione sono svolti in qualità primo ufficiale su navi di stazza pari o superiore a 3000 GT, soggette alle disposizioni della Convenzione STCW, a livello direttivo, risultanti dal libretto di navigazione.
- aver completato un modulo formativo e di addestramento sugli standard specifici della sezione A-II/2 del codice STCW per comandanti e primi ufficiali. Tale modulo è svolto presso gli istituti autorizzati dal Ministero delle infrastrutture e dei trasporti relativamente un percorso formativo relativo all'acquisizione delle competenze specifiche di coperta;
- essere in possesso dell'attestato di addestramento di marittimo abilitato ai mezzi di salvataggio veloci (MABEV) istituito dal Ministero delle infrastrutture e dei trasporti.

Nel caso in cui il comandante su navi di stazza pari o superiore a 3000 GT non è in possesso dell'addestramento per il sistema ECDIS
e dell'addestramento per i mezzi di salvataggio veloci, il certificato è rilasciato con limitazioni all'imbarco su navi dotate di sistema ECDIS, ovvero dotate di mezzi di salvataggio veloci.

#### Comandante su navi di stazza compresa tra 500 e 3000 GT
Il certificato di abilitazione di comandante su navi di stazza compresa tra 500 e 3000 GT consente al titolare di assumere il comando di navi aventi stazza compresa tra 500 e 3000 GT. Per conseguirlo occorrono i seguenti requisiti:

Distintivo per comandante di navi della Marina mercantile italiana aventi stazza lorda da 1000 a meno di 20000 GT. Porterà berretto con visiera ornata con un gallone in canutiglia d'oro da 14 millimetri adagiato e cucito su fondo di velluto nero a guisa di onda marina, con soggolo cordone recante due fanalini per lato.

- Essere in possesso del certificato di abilitazione di primo ufficiale di coperta su navi di stazza compresa tra 500 e 3000 GT;
- essere in possesso di un diploma di scuola secondaria di II ciclo dell'istituto tecnico indirizzo trasporti e logistica opzioni conduzione del mezzo navale, che fornisce le conoscenze di cui alla sezione A-II/1 del codice STCW, riconosciuto dal Ministero delle infrastrutture e dei trasporti;
- In alternativa al requisito stabilito al punto precedente, essere in possesso di un titolo di studio conclusivo di un percorso di secondo ciclo, integrato dal previsto percorso formativo per l'acquisizione delle competenze specifiche di coperta di cui alla sezione A-II/1 del codice STCW;

Ovvero
- aver effettuato 36 mesi di navigazione in qualità di ufficiale di coperta responsabile di una guardia in navigazione su navi di stazza compresa tra 500 e 3000 GT, soggette alle disposizioni della Convenzione STCW, risultanti dal libretto di navigazione. Il periodo di navigazione è ridotto a ventiquattro mesi, nel caso in cui dodici mesi di navigazione sono svolti in qualità di primo ufficiale su navi di stazza compresa tra 500 e 3000 GT, soggette alle disposizioni della Convenzione STCW, a livello direttivo, risultanti dal libretto di navigazione;
- aver completato un modulo formativo e di addestramento sugli standard specifici della sezione A-II/2 del codice STCW per comandanti e primi ufficiali. Tale modulo è svolto presso gli istituti autorizzati dal Ministero delle infrastrutture e dei trasporti relativamente ad un percorso formativo per l'acquisizionedelle competenze specifiche;
- essere in possesso dell'attestato di addestramento di marittimo abilitato ai mezzi di salvataggio veloci (MABEV) istituito dal Ministero delle infrastrutture e dei trasporti.

Nel caso in cui il comandante su navi di stazza compresa tra 500 e 3000 GT non è in possesso dell'addestramento per il sistema ECDIS
e dell'addestramento per i mezzi di salvataggio veloci, il certificato è rilasciato con limitazioni all'imbarco su navi dotate di sistema ECDIS, ovvero dotate di mezzi di salvataggio veloci.

#### Comandante su navi che compiono viaggi costieri

Distintivo per comandante di navi della Marina mercantile italiana aventi stazza lorda da 50 a meno di 1000 GT. Porterà berretto con visiera ornata con un gallone in canutiglia d'oro da 7 millimetri adagiato e cucito su fondo di velluto nero a guisa di onda marina, con soggolo cordone recante un fanalino per lato.

Il personale marittimo in possesso della certificazione di comandante su navi che compiono viaggi costieri può assumere il comando di navi di stazza inferiore a 500 GT che compiono navigazione costiera come definita dall'articolo 1, comma 1 punti 37 e 39 del decreto del Presidente della Repubblica numero 435 dell'8 novembre 1991.
Per conseguire il certificato di abilitazione di comandante su navi aventi stazza inferiore a 500 GT che compiono viaggi costieri occorrono i seguenti requisiti:
- essere in possesso del certificato di abilitazione di ufficiale di coperta su navi inferiori a 500 GT che compiono viaggi costieri;
- aver compiuto 20 anni di età;
- essere in possesso di un diploma di scuola secondaria di II ciclo dell’istituto tecnico indirizzo trasporti e logistica opzioni conduzione del mezzo navale, che fornisce le conoscenze di cui alla Sezione A-II/3 del codice STCW, riconosciuto dal Ministero delle infrastrutture e dei trasporti;
- in alternativa al requisito di cui al punto precedente, essere in possesso di un titolo di studio conclusivo di un percorso di II ciclo, integrato con un modulo di allineamento, che fornisce le conoscenze di cui alla Sezione A-II/3 del codice STCW, riconosciuto dal Ministero delle infrastrutture e dei trasporti;
- aver effettuato 12 mesi di navigazione in servizio di coperta risultanti dal libretto di navigazione su unità soggette alle disposizioni della Convenzione STCW;
- essere in possesso apposita abilitazione connessa ai servizi radio di bordo rilasciata o riconosciuta dal Ministero dello sviluppo economico, ai sensi delle regole IV/1 paragrafo 3, e IV/2 della Convenzione STCW;
- essere in possesso del certificato di assistenza medica (medical care) rilasciato e/o riconosciuto dal Ministero della salute.

#### Comandante per la navigazione litoranea
Il titolo professionale marittimo di comandante per la navigazione litoranea è stato istituito con decreto ministeriale 6 settembre 2011 nel quale all'articolo 7 venivano specificati i requisiti per il conseguimenti del titolo e le relative abilitazioni.
Il comandante per la navigazione litoranea su navi di stazza fino a 2000 GT che compiono una navigazione che si svolge tra porti dello Stato entro sei miglia dalla costa assume il comando di navi di stazza fino a 2000 GT che effettuano navigazione litoranea.
Per conseguire l'abilitazione di comandante per la navigazione litoranea occorrono i seguenti requisiti:
- essere iscritto nelle matricole della gente di mare di prima categoria;
- aver compiuto 21 anni di età;
- essere in possesso di un diploma di scuola secondaria di II ciclo;
- aver effettuato 48 mesi di navigazione in servizio di coperta di cui 24 mesi in servizio di guardia in navigazione in coperta risultanti dal libretto di navigazione;
- aver frequentato con esito favorevole i corsi STCW di antincendio di base e avanzato, sopravvivenza e salvataggio, sicurezza personale e responsabilità sociali (PSSR), Radar osservatore normale, Radar a rilevazione automatica (ARPA) presso Istituti, Enti o Società riconosciuti idonei dal Ministero delle infrastrutture e dei trasporti ed essere in possesso del certificato di Primo soccorso sanitario (first aid) rilasciato dal Ministero della salute ai sensi del decreto ministeriale 25 agosto 1997;
- aver sostenuto con esito favorevole un esame teorico pratico ai sensi dell'articolo 6 del decreto direttoriale 17 dicembre 2007, di cui alla Sezione AII/3 del Codice STCW, dopo il completamento della navigazione di 48 mesi sopracitati.

Il comandante per la navigazione litoranea, addetto a svolgere mansioni connesse ai servizi radio di bordo, deve essere in possesso di apposita abilitazione rilasciata o riconosciuta dal Ministero dello Sviluppo economico Settore delle Comunicazioni, ai sensi delle regole IV/1 paragrafo 3 e IV/2 della Convenzione STCW.

#### Comandante del diporto
Il comandante del diporto è abilitato alla conduzione di navi da diporto anche adibite al noleggio da 500 a 3000 GT.
Per conseguire il certificato di comandante del diporto occorrono i seguenti requisiti: 
- essere in possesso del certificato di capitano del diporto;
- aver effettuato 24 mesi di navigazione su navi da diporto adibite al noleggio di cui 12 mesi effettuati con periodi di navigazione internazionale breve, vistata dall'autorità marittima o consolare, con il titolo immediatamente inferiore;
- aver effettuato, con esito favorevole, il corso di assistenza medica (Medical Care) secondo le disposizioni e i programmi stabiliti dal Ministero della salute.

## Nel mondo

### Stati Uniti e paesi di tradizione britannica
Nella US Navy, nella Royal Navy e nei paesi di tradizione britannica il grado di commander è omologo al capitano di fregata della Marina Militare Italiana.
Oltre a quanto chiaramente indicato, il termine "comandante" riferito all'attività  di comando e non al grado, semantologicanente lo si traduce con captain e non con commander.

#### Il "Master"
Il termine master, nella lingua inglese, indica il grado apicale a bordo di una nave mercantile. Master significa "principale", "leader", chi ha la responsabilità ed il comando effettivo, organizzativo, commerciale operativo e nautico della nave.
Master Mariner Unlimited è il titolo professionale, ovvero la licenza di chi è abilitato, qualificato, certificato a poter assumere il comando di una nave senza nessun limite in termini di stazza ed in termini di utilizzo navigatorio legato alle caratteristiche dei viaggi da effettuare ed il tipo di navigazione da compiere. Il termine master sembrerebbe essere di diretta derivazione della locuzione latina magister navis, che in epoca romana era utilizzata per indicare il comandante di una nave oneraria. In ambito militare, nei paesi anglofoni, in luogo di Master, si usa la locuzione Commanding Officer.
Per quanto detto, la locuzione master, nel mondo marittimo anglosassone e nei più attenti contesti marittimi internazionali, non viene mai utilizzata quale appellativo; le più nobili e affermate consuetudini e tradizioni marinare prevedono, per la persona in comando di una nave, l'appellativo universalmente riconosciuto tra gli uomini di mare, ovvero quello di captain. La locuzione master è utilizzata esclusivamente nella documentazione per indicare la posizione, ovvero il rango, cioè il grado di chi è al comando a bordo di una nave.
La professione di Comandante di Nave in lingua inglese viene indicata con la locuzione Shipmaster o  Ship Captain. Il comandante con la più alta qualificazione professionale tradizionalmente viene definito Unlimited Oceangoing Shipmaster Senior Grade che è il titolo omologo al nostro soppresso e cancellato titolo professionale marittimo di "Capitano Superiore di lungo corso".

### Fonti normative internazionali
- Legge 21 novembre 1985, n. 739, in materia di "Adesione alla convenzione del 1978 sulle norme relative alla formazione della gente di mare, al rilascio dei brevetti ed alla guardia."
- Decreto del presidente della Repubblica 8 novembre 1991, n. 435, in materia di "Approvazione del regolamento per la sicurezza della navigazione e della vita umana in mare."
- Decreto legislativo 7 luglio 2011, n. 136, in materia di "Attuazione della direttiva 2008/106/CE concernente i requisiti minimi di formazione per la gente di mare."
- Decreto legislativo 12 maggio 2015, n. 71, in materia di "Attuazione della direttiva 2012/35/UE, che modifica la direttiva 2008/106/CE, concernente i requisiti minimi di formazione della gente di mare."

### Fonti normative italiane
- Decreto ministeriale 10 maggio 2005, n. 121, in materia di "Regolamento recante l'istituzione e la disciplina dei titoli professionali del diporto."
- Decreto ministeriale del 30 novembre 2007 Archiviato il 3 febbraio 2015 in Internet Archive. e successive modificazioni (vedi sotto)
  -  Decreto ministeriale del 6 settembre 2011, su mit.gov.it. URL consultato il 3 febbraio 2015 (archiviato dall'url originale il 17 agosto 2014).
  -  Decreto ministeriale del 7 novembre 2011 (PDF), su iosrlcultura.com.
- Decreto ministeriale del 4 dicembre 2013 (PDF), su amadi.org.

### Testi
- Serena Cantoni, Sali a bordo. Perché scegliere la carriera marittima Archiviato il 3 giugno 2016 in Internet Archive.. Ministero dei trasporti e della navigazione, Roma.